# Eugenia Sabău
Eugenia Sabău (n. 1 noiembrie 1875, Orosia- d. 25 noiembrie 1960, Târgu-Mureș) a fost un deputat în Marea Adunare Națională de la Alba Iulia, organismul legislativ reprezentativ al „tuturor românilor din Transilvania, Banat și Țara Ungurească”, cel care a adoptat hotărârea privind Unirea Transilvaniei cu România, la 1 decembrie 1918.:p. 77

## Biografie
Eugenia Sabău, născută în localitatea Orosia, județul Mureș, a avut ca activitate permanentă grija casnică, devenind mai târziu membră a Reuniunii femeilor române unite Sfânta Maria din Târnăveni.:p.266
A fost aleasă ca delegată a Reuniunii femeilor române din comitatul Târnava Mică, la Marea Adunare Națională de la Alba Iulia de la 1 decembrie 1918.:p.266
A decedat la Târgu-Mureș în data de 25 noiembrie 1960.:p.266